# شاي (فصيلة)
فصيلة الشاي أو الثياسي (الاسم العلمي: Theaceae) هي فصيلة من النباتات المزهرة، تتألف من شجيرات وأشجار، وتشمل الكاميليا. ويمكن التعرف عليها من 7-40 جنس، اعتمادا على مصدرها وطريقة استخدامها.

## الخصائص
تتميز النباتات في هذه العائلة بالأوراق البدائية التي تتسم بالحلزونية التبادلية وازدواجية الأهداب وأطرافها المشرشرة والبراقة في العادة. تتمتع أغلب أجناسها بأوراقٍ دائمة الخضرة، لكن ستيوراتيا (Stewartia) وفرانكلينيا (Franklinia) أوراقهما متساقطة. وترتبط الحواف المحززة بشكلٍ عام بسمات الأوراق المحززة، والمتوجة بمقدمة غدية متساقطة. وتعتبر الأزهار في هذه العائلة ذات لونٍ زهري أو أبيض وكبيرة ولامعة، وتتميز برائحة قوية في الغالب. يتكون الكأس من خمس سبلات أو أكثر، والتي تظل موجودة في الغالب في مرحلة الإثمار، وتعد الكوريلا (corolla) خماسية الأجزاء، نادرًا ما تكون متعددة. تتميز النباتات في عائلة ثياسي (Theaceae) بأنها متعددة الأسدية، لاحتوائها دائمًا على عدد من الأسدية يتراوح من 20 إلى 100 فأكثر من الأسدية والتي إما تكون حرة أو متلاحمة مع قاعدة الكورولا (corolla)، وتتميز بتفردها بسبب وجود لقاح كاذب. وينتج اللقاح الكاذب من الخلايا المتصلة، وتتميز أما بوجود تخثراتٍ تشبه الأضلاع أو دائرية. ويكون المبيض في الغالب مغطى بالشعر ويضيق تدريجيًا بأسلوب بديع، والذي قد ينفلق أو يتشعب. توجد الكربلات في مواجهة البتلات تمامًا أو السبلات في حالة الكاميليا (Camellia). وتكون الثمار عبارة عن كبسولات كهفية أو ثمار عنبية غير متفتحة أو مثل ثمار التفاح. وتكون البذور قليلة ومجنحة أحيانًا، أو تكون مغطاة بأنسجة لاحمة في بعض الأجناس أو غير مجنحة ومكشوفة. 3,4

## الكيمياء
توجد كيمياء مميزة في عائلة ثياسي (Theaceae). وفي بعض الأحيان، توجد بلورات أحادية من أوكسالات الكالسيوم في نباتات الثياسيوس (Theaceous). يتم توزيع حمض الإيلاجيك (Ellagic acid)وعديد الفينول العادية التي تتضمن الفلافونول والفلافون (flavone) والبروأنثوسيانين (proanthocyanin)بشكلٍ واسع خلال العائلة. ينتج حمض الجاليك (Gallic acid) والكاتيكن (catechins)في طائفة الكاميليا (Camellia). شاي (جـ. صيني، جـ. داليان وجـ. إيراوادين. يوجد الكافايين (Caffeine) وأسلافه ثيوبرومين وثيوفيلين في الطائفة فقط. الشاي ولا توجد في الفصائل الأخرى الكاميليا (Camellia) أو الثياسي الأخرى. محتوى الكافايين في شجيرة الشاي يصنع كمية تتراوح من 2.5 إلى 4% من الوزن الجاف للأوراق، وهذا المحتوى الهائل من الكاتيكين والكافايين في شجيرة الشاي هو نتيجة اختيار الإنسان لهذه السمات. التيربينات (Triterpenes) والغليكوزيدات (glycosides) (الصابونين) موجودة على اتساع العائلة في البذور والأوراق والأخشاب واللحاء. ومعروف عن النباتات في هذه العائلة أيضًا اختزان الألومونيوم والفلوريد.3

## التوزيع
وُجد أحد عشر جنسًا فقط في شرق أسيا (ماليزيا شمال اليابان)، مع عدة أجناس أمريكا الوسطى ووأمريكا الجنوبية. توجد ثلاث أجناس فقط في أفريقيا، وجنسين فقط في المناطق الاستوائية (Neotropics).4 ثلاثة أجناس (فانكلينيا (Franklinia)، جوردونيا (Gordonia) وستيوارتيا (Stewartia)) يحتوي أيضًا فصائل في جنوب شرق الولايات المتحدة، مع كون فرانكلينيا (Franklinia) مستوطنًا هناك، ووفقًا للتفسيرات الحديثة، جوردينيا (Gordonia) أيضًا من الفصائل الأسيوية المتضمنة مسبقًا في هذا الجنس الذي تم نقله إلى بوليسبورا (Polyspora). هناك خمسة أجناس مع توزيعات محدودة للغاية. ويتضمن هذا أبتيروسبيرما (Apterosperma) ويوريوديندورن (Euryodendron) المكتشفين في جنوب الصين، وتم اكتشاف أرتشبولديودندورم (Archboldiodendron) في غينيا الجديدة، واكتشف دانكيا (Dankia) في فيتنام، وفيسني (Visnea) في جزر الكناري وجزر ماديرا. 4

## الأهمية الاقتصادية
الجنس الأكثر شهرة على الإطلاق هو كاميليا (Camellia)، الذي يتضمن النبات الذي تُستخدم أوراقه لإنتاج الشاي (الكاميليا الصيني (Camellia sinensis)). في مناطق في أسيا، تستخدم الفصائل الأخرى كمشروبات، وتتضمن جـ.داليان (taliensis)، وجـ. جرادنيبراكتياتا (gradnibractiata)، وجـ. كوانجسين (kwangsiensis)، وجـ. جيمنوجينا (gymnogyna)، وجـ. كراسيكولومنا (crassicolumna)، وجـ. تاتشانجين (tachangensis)، وجـ. تيلوفيلا (ptilophylla)، وجـ. إيراوادين (irrawadiensis). تنمو عدة فصائل باتساع كنباتات زينة نظرًا لأزهارها وأوراقها الجميلة.

## وصلات خارجية
1. 1 2  Angiosperm Phylogeny Group (8 Oct 2009). "An update of the Angiosperm Phylogeny Group classification for the orders and families of flowering plants: APG III". Botanical Journal of the Linnean Society (بالإنجليزية). 161 (2): 105–121. DOI:10.1111/J.1095-8339.2009.00996.X. ISSN:0024-4074. QID:Q13683362.
2. ↑  Reveal System of Classification (بالإنجليزية), 1997, QID:Q14916673
3. ↑  "Appendix IIB: Conserved and rejected names of families of bryophytes and spermatophytes". International Code of Nomenclature for algae, fungi, and plants (Shenzhen Code). Regnum Vegetabile (بالإنجليزية). 26 Jun 2018. ISBN:978-3-946583-16-5. QID:Q65682475.
4. ↑  Germplasm Resources Information Network (GRIN) entry for Camelliaceae نسخة محفوظة 23 سبتمبر 2015 على موقع واي باك مشين.
5. ↑  Stevens, P.F. 2003. Clusiaceae. In: Kubitzki, K. (Eds.), The Families and Genera of Vascular Plants. Springer, Hamburg, Germany
6. ↑  Luna I, Ochoterena H (2004) ‘Phylogenetic relationships of the genera of Theaceae based on morphology.’ Cladistics Vol. 20 223-270
7. ↑  Flora of China [<a href="https://web.archive.org/web/20040814114055/http://flora.huh.harvard.edu/china/mss/volume12/Theaceae-CAS_edited.htm">https://web.archive.org/web/20040814114055/http://flora.huh.harvard.edu/china/mss/volume12/Theaceae-CAS_edited.htm</a> Theaceae (draft)]
8. ↑  Chang, H.T., Bartholomew, R.C. 1984. Camellias. Timber Press, Portland, OR